# Chlamydotheca
Genre
Chlamydotheca est un genre de crustacés de la classe des ostracodes, de la sous-classe des Podocopa, de l'ordre des Podocopida, du sous-ordre des Cypridocopina et de la famille des Cyprididae.
Il y a 36 espèces connues, trouvées en eau douce. 

## Liste des espèces
- Chlamydotheca azteca de Saussure, 1858
- Chlamydotheca elegans Roessler, 1986[2]
- Chlamydotheca incisa Claus, 1892
- Chlamydotheca barbadensis Sharpe, 1910
- Chlamydotheca unispinosa (Baird, 1862)
- Chlamydotheca iheringi (Sars, 1901) Klie, 1931
- Chlamydotheca incisa (Claus, 1982)
- Chlamydotheca leuckarti
- Chlamydotheca symmetrica
- Chlamydotheca arcuata (Sars, 1901)
- Chlamydotheca llanoensis† [3]

Noms en synonymie
- Chlamydotheca australis, un synonyme de Bennelongia australis.